# چروونکا-فولوارک
چروونکا-فولوارک (لهستانی: Czerwonka-Folwark؛ ‏[t͡ʂɛrˈvɔnka ˈfɔlvark]) روستایی در گمینا ویژبنو واقع در شهرستان ونگروف در استان ماسوویان لهستان است.